# Manekin (film)
Manekin – amerykańska komedia romantyczna fantasy z 1987 roku.

## Obsada
- Andrew McCarthy – Jonathan Switcher
- Kim Cattrall – Emma "Emmy" Hesire
- Estelle Getty – Claire Prince Timkin
- James Spader – Pan Richards
- Carole Davis – Roxie Shield
- Steve Vinovich – B.J. Wert
- Christopher Maher – Armand
- Phyllis Newman – Pani Hesire
- Jane Moore – Tina
- Judi Goldhand – Pani Thomas
- G.W. Bailey – Felix
- Steve Vinovich – B.J. Wert

## Fabuła
Jonathan Switcher projektuje okna wystawowe w domu handlowym. Pewnego dnia, nie wiadomo jak, jeden z manekinów ożywa i pomaga mu w pracy. Ale manekin w obecności ludzi zmienia się w lalkę i tylko Jonathan widzi w niej Emmę - prawdziwą kobietę.

## Nagrody i nominacje
Oscary za rok 1987
- Najlepsza piosenka - Nothing's Gonna Stop Us Now - muz. i sł. Albert Hammond, Diane Warren (nominacja)

Złote Globy 1987
- Najlepsza piosenka - Nothing's Gonna Stop Us Now - muz. i sł. Albert Hammond, Diane Warren (nominacja)